# Sven Andersson i Furtan
Sven Herbert Andersson, född 4 juni 1913 i Arvika, död 2 augusti 1987 i Frankrike, var en svensk roadracing-förare, bilmekaniker och bilverkstadsägare i Furtan, Arvika.
Hans tävlingsperiod var främst 1952-1958, och han deltog i flera legendariska roadracing-tävlingar och blev SM-tvåa och SM-trea. Han vann även Djurgårdsloppet i Helsingfors där han körde med en spjälkad arm. Det var denna seger som han rankade högst.
Efter tävlingskarriären drev han en bilfirma i Karlstad vilken han senare sålde och flyttade till trakterna av Cannes på Franska Rivieran, där han på uppdrag av Saab skötte sponsorbilarna åt Björn Borg, Tore Wretman, Prins Bertil och Ingemar Stenmark. Han var även personlig coach åt Ronnie Pettersson och deltog under hans sista tävling på Monza.
Sven Anderssons pokalsamling och några av hans tävlingscyklar finns på Arvika Fordonsmuseum. Han är gravsatt på Arvika kyrkogård.